# Панамериканский чемпионат по дзюдо 1952
Панамериканский чемпионат по дзюдо 1952 года прошёл в городе Гавана (Куба) 8 октября. Чемпионат был первым соревнованием такого рода. Состязания проводились только среди мужчин. Три представителя Аргентины поднялись на высшую ступень пьедестала.

## Медалисты
| Категория            | Золото                      | Серебро            | Бронза |
| -------------------- | --------------------------- | ------------------ | ------ |
| 1-й кю               | Вахакн Паладиан · Аргентина | Л. Фурукава · США  | —      |
| 1-й дан              | Рауль Родригес · Аргентина  | Р. Балхэтчет · США | —      |
| 2-й дан              | Рейнальдо Форти · Аргентина | Ф. Хуббард · США   | —      |
| Абсолютная категория | Джон Осако · США            | Х. Окамура · США   | —      |

## Медальный зачёт
| Место          | Страна         | Золото | Серебро | Бронза | Всего |
| -------------- | -------------- | ------ | ------- | ------ | ----- |
| 1              | Аргентина      | 3      | 0       | 0      | 3     |
| 2              | США            | 1      | 4       | 0      | 5     |
| Всего стран: 2 | Всего стран: 2 | 4      | 4       | 0      | 8     |